# Bogin duu
Bogin duu, także bogino duu (mong. богино дуу, wym. /pɔɡʲən tʊː/, dosł. „krotka pieśń”) – tradycyjna pieśń mongolska wykonywana przy okazjach nieformalnych, o improwizowanych tekstach, dostosowywanych do okoliczności, o wąskiej skali – obejmującej półtorej oktawy, charakteryzująca się prostym rytmem, w takcie 2/4, bez ornamentacji głosowych.

## Opis
W tradycyjnej muzyce mongolskiej wyróżnia się dwie charakterystyczne formy pieśni: urtyn duu – pieśń długą i bogin duu – pieśń krótką. Według Mongołów, długość i charakter pieśni odzwierciedla topografię terenu, na którym żyją poszczególne grupy etniczne.
Urtyn duu powstało prawdopodobnie dwa tysiące lat temu, jednak pierwsze wzmianki pisemne o tej pieśni pojawiły się w dokumentach z XIII wieku. Urtyn duu wykonywana podczas ważnych uroczystości i świąt, z okazji ślubów, otwarcia nowego domu, narodzin dziecka czy znakowania źrebiąt, oraz podczas festiwalu naadam. Teksty urtyn duu przekazują treści filozoficzne i religijne, wychwalają przyrodę lub opowiadają historie lokalnych herosów. Pieśni bogin duu są wykonywane przy okazjach nieformalnych, a teksty są improwizowane i dostosowywane w zależności od okoliczności. 
Bogin duu charakteryzuje się wąską skalą obejmującą półtorej oktawy i prostym rytmem, w takcie 2/4, bez ornamentacji głosowych, co pozwala śpiewakom skoncentrować się na improwizacji tekstu. Bogin duu ma również formę przedłużoną (urtawtar bogin duu), w której dopuszczona jest ornamentyka w zwrotkach w połączeniu z bardziej rytmicznymi refrenami. Ważną rolę podczas śpiewania bogin duu odgrywają dramatyczne ruchy ciała i mimika. 
Bogin duu ma trzy podstawowe rodzaje, wykonywane przez wszystkie grupy etniczne Mongolii i funkcjonujące pod różnymi nazwami: 
- Pieśni satyryczne – przez Darchatów, żyjących w Mongolii północnej, nazywane szog duu; przez Torgutów – chargany duu[5], przez Chałchasów – szagszaar, szawszaa lub szalig duu[6]. Pieśni satyryczne krytykują i wyśmiewają publicznie zachowania aspołeczne, pijaństwo czy grubiaństwo[4]. Darchaci wypracowali 32 standardowe melodie, do których improwizują tekst[4]. Historycznie pieśni satyryczne śpiewane są a capella, okazjonalnie przy do akompaniamentu na igilu[4].
- Pieśni-dialogi (charilcaa duu) – uznawane za formę, z której rozwinął się dramat mongolski, charakteryzują się bogatą ekspresją ciała[6]. Pieśń może być wykonywana przez kilka osób, przy czym każda śpiewa inna część, prowadząc dialog[6].
- Pieśni sytuacyjne – przez Darchatów nazywane magtaar; adresowane do krewnych i przyjaciół, w których wyrażane są opinie na temat zachowania konkretnych osób[4].